# Tête de Chien
Pour les articles homonymes, voir Tête de chien.
La tête de Chien est un promontoire de 550 mètres d'altitude situé en France et dominant Monaco qui a joué un rôle militaire stratégique au cours du XVIIIe siècle.

## Toponymie
Le nom occitan du promontoire est testa di Can et en monégasque testa de Can, littéralement « Tête de chien ». Un peu d'imagination permet de reconnaître le vague profil d'un chien et de valider cette étymologie erronée. Il est plus probable qu'on a affaire à la racine pré-indo-européenne kan, variante de kal, attachée à la désignation de la pierre, selon Albert Dauzat, Trombetti et Pierre Fouché, cités dans l'ouvrage de Jacques Astor.
En 1897, Gustave Saige proposait comme étymologie : « Tête du camp ». Cette explication est peu convaincante. En 1899, Michel Clerc se montra très dur envers Gustave Saige, et mit en évidence que la plupart des étymologies proposées étaient fantaisistes.

## Géographie

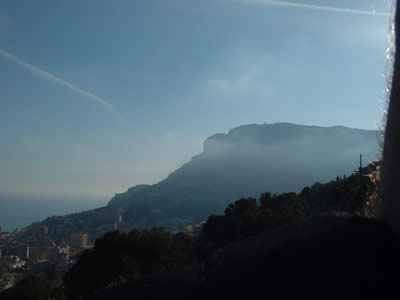
Vue sur la tête de Chien depuis l’est.

La tête de Chien est située sur le territoire de Cap-d'Ail qui est une commune française, située dans le département des Alpes-Maritimes et la région Provence-Alpes-Côte d'Azur, « extrémité rocheuse d’une crête qui, à partir du village de La Turbie, se détache du massif alpin, se dirige du nord vers le sud vers la mer pour tomber par un à-pic de 400 m sur les villes de Cap-d'Ail et Monaco ». Le site naturel a été inscrit par arrêté du 24 novembre 1969. Le relief de la paroi des rochers atteint parfois 120 m d'à-pic.
La tête de Chien, avec ses 550 mètres d'altitude, et le mont Agel, avec ses 1 148 mètres, dominent la principauté de Monaco.

## Histoire
C'est cette tête de Chien qui fit perdre beaucoup de son importance stratégique à la forteresse de Monaco au cours du XVIIIe siècle : avec le progrès technique (artillerie de type Gribeauval développée par Jean-Baptiste Vaquette de Gribeauval, etc.), une batterie installée sur ce promontoire pouvait désormais écraser la place à bout portant ; aussi le prince Honoré III de Monaco en vint à limiter les frais pour l'entretien de sa forteresse.
Le fort de la tête de Chien, dit aussi fort Masséna, terminé en 1884, fait partie de l'ensemble des fortifications bâties entre 1874 et la Première Guerre mondiale sous la responsabilité du général Raymond Adolphe Séré de Rivières.
Depuis les années 1960, le fort de la tête de Chien a été affecté au Centre national d'études des télécommunications (CNET) devenu, après  2000, France Télécom Recherche et Développement. Il avait été officiellement transféré en 1975 au ministère des PTT puis cédé à France Télécom en 1988. France Télécom, appelé ensuite Orange, a réalisé sur le site des recherches scientifiques,. Celles-ci se sont ensuite poursuivies dans le cadre d'un partenariat entre Orange Labs, le Centre national de la recherche scientifique (CNRS) et l'université Nice-Sophia-Antipolis,
L’exploitation d'une ancienne carrière a été arrêtée pour assurer la préservation du site naturel. Le maître autel en marbre polychrome de l'église Saint-Michel de La Turbie a une table de communion en agate et en onyx extraits d’une carrière située la tête de Chien. L’ancien carreau est aujourd’hui occupé par des équipements sportifs de plein air ou en salle.
Le domaine de trois hectares, avec le fort de la tête de Chien, a été vendu le 20 juillet 2016 à la principauté de Monaco,. Le souhait du gouvernement serait d’y déplacer ou d’accueillir des activités qui n’ont pas fondamentalement besoin d’être sur le territoire monégasque. « C’est un grand chantier de réflexion qui s’ouvre » a précisé le ministre d’État de la principauté.

## Activités
L'accès au site se fait au départ du village de La Turbie et du parking de la tête de Chien.
Les rochers de la tête de Chien sont bien connus des adeptes de l'escalade,, y compris pour des grimpeurs de renom comme Patrick Berhault. On y pratique également la slackline.